# Louis Francescon
Luigi "Louis" Francescon (Cavasso Nuovo, 29 de março de 1866 – Oak Park, Illinois, 7 de setembro de 1964) foi um religioso italiano, pioneiro do movimento pentecostal italiano, fundando os núcleos iniciais que resultaram nas Assembleias Cristãs na Argentina, na Assembleia de Deus na Itália e nas International Fellowship of Christian Assemblies, nas Congregações Cristãs Pentecostais, na Congregação Cristã no Brasil, bem como outras congregações independentes.

## Biografia

### Infância, juventude, emigração
Proveniente de família pobre, era filho de Pietro Francescon e Maria Lovisa, não chegou a concluir o segundo ano da escola elementar.
Aos quinze anos foi para a Hungria, ganhou a vida até os vinte anos com a arte de criar mosaicos, um ofício bastante valorizado na época.
Serviu ao exército durante aproximadamente três anos. Aportou na América na cidade de Chicago no dia 3 de março de 1890, onde foi recebido pelo seu irmão Osvaldo Francescon com qual havia estado pela ultima vez na Hungria.

### Conversão

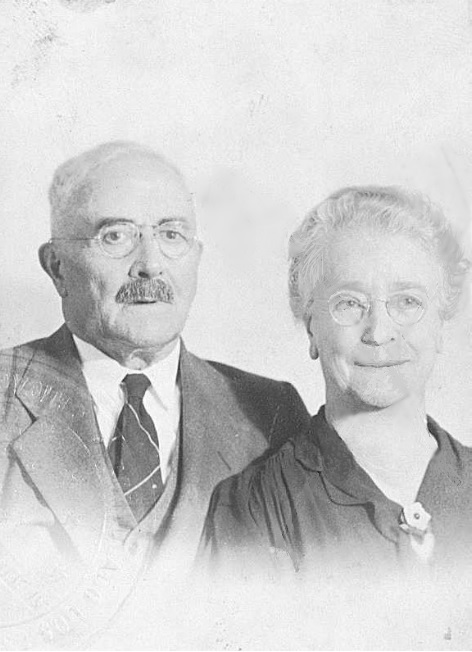
Louis Francescon junto de sua esposa Rosina Balzano em 1947

De acordo com suas notas autobiográficas, foi convertido por Michele Nardi, um evangelista adenominacional, mas com comunhão com a Aliança Cristã & Missionária em 1891, e em 1892, junto dos irmãos de fé valdenses, fundaram a Primeira Igreja Presbiteriana Italiana, onde Francescon exerceu o ministério de diácono. No ano de 1901, Francescon passa a desempenhar o ministério de ancião da Primeira Igreja Presbiteriana Italiana. Na Igreja Presbiteriana Italiana conheceu Rosina Balzano com quem se casou no ano de 1895, teve seis filhos.
Suas memórias citam uma experiência pessoal, em princípios de 1894 quando estava em Cincinnati, Ohio, por motivo de trabalho. Ajoelhado em seu quarto, lendo Colossenses 2.12 (da Bíblia), que trata do batismo por imersão, Francescon teria ouvido, segundo seu relato, uma voz que lhe disse duas vezes:
"Tu não obedeceste a este meu mandamento"; ao que teria respondido: "Senhor, jamais alguém me falou neste assunto". Sua carreira de fé mudou após esse acontecimento. A partir desta experiência, Francescon passa a questionar a prática do batismo por aspersão e, posteriormente, a praticar o batismo por imersão.
Nove anos após a revelação do batismo por imersão, em 6 de setembro de 1903, por motivo de viagem do pastor Filippo Grilli, Francescon como ancião presidia a reunião e teve a oportunidade de falar com a igreja sobre tal batismo.
Nesta reunião Francescon fez o convite a igreja para assistir ao seu batismo por imersão, realizado em 7 de setembro de 1903, no Lake-front de Chicago, onde compareceram ao todo 25 membros da Igreja Presbiteriana Italiana, dos quais 18 entre eles Francescon, foram batizados por Giuseppe Beretta, que fora batizado na Igreja dos Irmãos.
Quando o pastor Filippo Grilli retornou, Francescon pediu para dirigir algumas palavras a igreja antes do sermão. Tendo permissão questionou a igreja sobre sua conduta durante a ausência do pastor, como ninguém testificou nada contra ele, novamente falou do batismo por imersão e em seguida apresentou sua demissão do cargo de ancião. Aqueles que foram batizados por Giuseppe Beretta acompanharam Francescon.
Assim iniciou-se uma pequena comunidade evangélica livre, sem denominação alguma, que realizava suas reuniões em residências.

### Experiência pentecostal

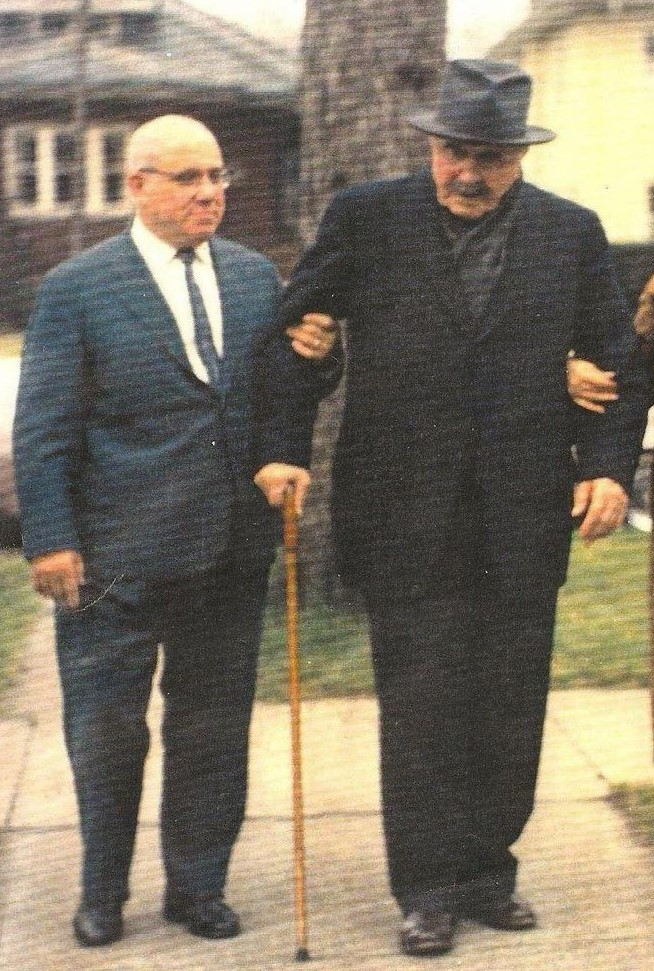
Miguel Spina e Louis Francescon em Chicago no ano de 1963

Em julho de 1907, sua esposa teve a experiência de falar em novas línguas, cuja compreensão teológica pentecostal é que seja a evidência da promessa do Espírito Santo. Ele próprio também recebeu dias após, em 25 de agosto, na Missão pentecostal localizada na W. North Ave, 943.
Essa igreja era conduzida por William Durham, pastor holiness entusiasmado com a mensagem pentecostal. A igreja do grupo de Beretta, reunida na West Grand Avenue, em Chicago aceitou a doutrina do Batismo no Espírito Santo proposta por Francescon em setembro de 1907, voltando ele a ocupar o ofício de ancião naquela igreja.
Em janeiro de 1908, junto de Durham batizou nas águas cerca de 70 desses novos irmãos, alguns dos quais milagrosamente foram libertos de doenças crônicas e incuráveis, entre os quais um por nome Giacomo Lombardi. Mais tarde, esse grupo passou a chamar Assembleia Cristã, da qual em 1925 emergiu a Congregação Cristã de Chicago.
Em março do ano seguinte, Francescon e Lombardi, ambos casados e com seis filhos, abandonaram seus empregos e integraram-se à causa da fé. Em 4 de setembro, junto com Lucía Menna embarcaram de Chicago para Buenos Aires chegando na Argentina, em janeiro de 1910, fundaram o núcleo do que seria a primeira denominação pentecostal da Argentina Assembleia Cristã na Argentina.

### Brasil
Da Argentina, seguiram até  São Paulo, em 08 de março de 1910, onde permaneceram até 18 de abril, quando Lombardi retornou para Itália e Francescon seguiu para Santo Antônio da Platina, no Paraná, onde chegou dois dias depois. Durante sua estada, onze pessoas aderiram à sua doutrina.
Por contrariar a fé tradicional da população local, Francescon não foi benquisto e regressou para São Paulo, em 20 de junho. Chegando naquela cidade, cerca de 20 pessoas (na maioria presbiterianos, batistas e metodistas) adotaram a nova doutrina divulgada por Francescon, que instituiu a Felippe Pavan como ancião da igreja que posteriormente seria designada Congregação Cristã no Brasil e retornou aos Estados Unidos.
Veio dez vezes ao Brasil até 1948. Em 1940, o movimento tinha 305 "casas de oração" e dez anos mais tarde, tinha 815,[carece de fontes?]

### Outros países
Francescon começou igrejas em Los Angeles, St. Louis, e Filadélfia, antes de partir em missões no exterior na Argentina, Brasil e Europa. De seu trabalho surgiram várias denominações, tais como a Igreja Cristã da América do Norte, a Assembleia Cristã na Argentina, Congregação Cristã no Brasil, Assembleia de Deus na Itália e Congregações Cristãs Pentecostais. No entanto, Francescon se opunha a organizar formalmente uma denominação e deixou a Igreja Cristã da América do Norte em 1949.